# Alina Speranța Albu
Alina Speranța Albu, née le 6 septembre 1983 à Baia Mare (Județ de Maramureș), est une joueuse roumaine de volley-ball. Elle mesure 1,92 m et joue au poste de centrale.

## Clubs
| Club                 | De        | À         |
| -------------------- | --------- | --------- |
| Dinamo Bucarest      | 2000-2001 | 2004-2005 |
| Metal Galați         | 2005-2006 | 2008-2009 |
| Terville-Florange OC | 2009-2010 | 2009-2010 |
| ASPTT Mulhouse       | 2010-2011 | 2016-2017 |
| Dinamo Bucarest      | 2018-2019 | 2018-2019 |

## Palmarès
- Championnat de Roumanie (3)
  - Vainqueur : 2007, 2008, 2009

- Coupe de Roumanie (3)
  - Vainqueur : 2007, 2008, 2009

- Championnat de France
  - Finaliste : 2011, 2012

- Coupe de France
  - Finaliste : 2012